# Prowincja Północno-Wschodnia (Kenia)
Prowincja Północno-Wschodnia – (ang. North-Eastern Province, swah. Mkoa wa Kaskazini-Mashariki), jedna z 7 prowincji w Kenii. Położona we wschodniej części kraju, u wybrzeży Oceanu Indyjskiego, od zachodu graniczy z Prowincją Wschodnią, od południa z Prowincją Nadbrzeżną.

## Podział administracyjny
Prowincja Północno-Wschodnia jest podzielona na 4 dystrykty.
| Dystrykt | Stolica |
| -------- | ------- |
| Garissa  | Garissa |
| Ijara    | Ijara   |
| Mandera  | Mandera |
| Wajir    | Wajir   |